# سستینو
سستینو (به ایتالیایی: Sestino) یک کومونه در ایتالیا است که در استان آرتزو واقع شده‌است.

## خصوصیات
سستینو ۸۰٫۳ کیلومترمربع مساحت و ۱٬۴۷۹ نفر جمعیت دارد و ۴۵۶ متر بالاتر از سطح دریا واقع شده‌است.